# Lavoy Allen
Pour les articles homonymes, voir Allen.
Lavoy Allen, né le 4 février 1989 à Trenton dans le New Jersey, est un joueur américain de basket-ball. Il évolue au poste d'ailier fort.
Il joue à Strasbourg pendant la première partie de la saison 2011-2012 avant de rejoindre les 76ers de Philadelphie à la fin du lock out de la NBA et d'être transféré aux Pacers de l'Indiana en février 2014.

## Biographie

### Carrière universitaire
Entre 2007 et 2011, il joue pour les Owls de Temple.

### Carrière professionnelle

#### SIG Strasbourg (juil. - déc. 2011)
Le 23 juin 2011, il est drafté en cinquantième position par les 76ers de Philadelphie.
Annoncé deux jours plus tôt, il officialise sa signature dans le club français de Strasbourg le 15 juillet 2011. En décembre 2011, la fin du lock out provoque le départ d'Allen du club alsacien. Il déclare en mars 2013 que Vincent Collet a fait passer son jeu au niveau supérieur.

#### 76ers de Philadelphie (2011 - fév. 2014)
Après le NBA lock-out, il intègre l'équipe des 76ers de Philadelphie. Le 7 janvier 2012, il y joue son premier match en NBA.
Pendant les play-offs de la saison NBA 2011-2012, Lavoy Allen a impressionné son entraîneur qui lui donne plus de temps de jeu.
À la fin de cette saison, il est prolongé de deux ans par les Sixers.

#### Pacers de l'Indiana (fév. 2014 - 2017)
Le 19 février 2014, il est échangé en compagnie d'Evan Turner, contre Danny Granger, aux Pacers de l'Indiana. Il resigne avec les Pacers en juillet 2014, puis à nouveau en juillet 2015.

#### Suns de Northern Arizona (fév. - mars 2018)
En novembre 2017, Allen signe avec les Zhejiang Golden Bulls en China mais il ne va jamais jouer avec cette équipe.
En février 2018, il est sélectionné par les Suns de Northern Arizona en G-League. Le 11 février, pour son second match, Allen marque 14 points et prend 12 rebonds. Au match suivant, il renouvelle cette performance en marquant 12 points et prenant 1 rebonds. Sur la saison, Allen a des moyennes de 9,0 points, 6,3 rebonds et 2,4 passes décisives en tirant à 58,2% de réussite.

#### Capital City Go-Go (2018-2019)
Le 22 août 2018, Allen est sélectionné par le Capital City Go-Go lors la draft 2018 de G-League.
Le 20 septembre 2018, il signe un contrat avec les Wizards de Washington pour participer au camp d'entraînement. Le 14 octobre 2018, les Wizards se séparent d'Allen mais il rejoint l'effectif de leur équipe G-League, le Capital City Go-Go.

## Statistiques

### Universitaires
| Saison    | Équipe   | Matchs | Titul. | Min./m | % Tir | % 3pts | % LF | Rbds/m. | Pass/m. | Int/m. | Ctr/m. | Pts/m. |
| --------- | -------- | ------ | ------ | ------ | ----- | ------ | ---- | ------- | ------- | ------ | ------ | ------ |
| 2007-2008 | Temple   | 34     | 32     | 29,2   | 55,8  | 40,0   | 73,7 | 5,65    | 1,62    | 0,50   | 1,53   | 8,12   |
| 2008-2009 | Temple   | 33     | 31     | 31,3   | 57,9  | 33,3   | 64,2 | 8,97    | 2,06    | 0,39   | 1,52   | 10,94  |
| 2009-2010 | Temple   | 35     | 34     | 34,5   | 53,6  | 21,7   | 62,5 | 10,71   | 2,37    | 0,54   | 1,43   | 11,49  |
| 2010-2011 | Temple   | 33     | 33     | 33,9   | 48,0  | 29,4   | 69,7 | 8,58    | 2,27    | 0,70   | 1,85   | 11,58  |
| Carrière  | Carrière | 135    | 130    | 32,2   | 53,4  | 28,8   | 67,1 | 8,49    | 2,08    | 0,53   | 1,58   | 10,53  |

### Professionnelles

#### Saison régulière NBA
| Saison    | Équipe       | Matchs | Titul. | Min./m | % Tir | % 3pts | % LF | Rbds/m. | Pass/m. | Int/m. | Ctr/m. | Pts/m. |
| --------- | ------------ | ------ | ------ | ------ | ----- | ------ | ---- | ------- | ------- | ------ | ------ | ------ |
| 2011-2012 | Philadelphie | 41     | 15     | 15,2   | 47,3  | 0,0    | 78,6 | 4,17    | 0,83    | 0,32   | 0,44   | 4,12   |
| 2012-2013 | Philadelphie | 79     | 37     | 21,1   | 45,4  | 0,0    | 71,7 | 5,00    | 0,92    | 0,30   | 0,70   | 5,76   |
| 2013-2014 | Philadelphie | 51     | 2      | 18,8   | 44,0  | 15,4   | 67,5 | 5,43    | 1,27    | 0,43   | 0,53   | 5,16   |
| 2013-2014 | Indiana      | 14     | 0      | 8,0    | 50,0  | 0,0    | 60,0 | 2,43    | 0,43    | 0,14   | 0,43   | 2,86   |
| 2014-2015 | Indiana      | 63     | 0      | 17,0   | 47,2  | 0,0    | 70,2 | 5,13    | 1,16    | 0,24   | 0,67   | 5,00   |
| 2015-2016 | Indiana      | 79     | 28     | 20,2   | 51,6  | 0,0    | 63,0 | 5,37    | 0,96    | 0,33   | 0,53   | 5,42   |
| 2016-2017 | Indiana      | 61     | 5      | 14,3   | 45,8  | 0,0    | 69,7 | 3,59    | 0,93    | 0,30   | 0,39   | 2,90   |
| Carrière  | Carrière     | 388    | 87     | 17,8   | 47,1  | 13,3   | 68,2 | 4,75    | 0,99    | 0,31   | 0,55   | 4,76   |

#### Playoffs NBA
| Saison   | Équipe       | Matchs | Titul. | Min./m | % Tir | % 3pts | % LF | Rbds/m. | Pass/m. | Int/m. | Ctr/m. | Pts/m. |
| -------- | ------------ | ------ | ------ | ------ | ----- | ------ | ---- | ------- | ------- | ------ | ------ | ------ |
| 2012     | Philadelphie | 12     | 1      | 19,7   | 55,7  | 0,0    | 58,3 | 4,92    | 0,25    | 0,83   | 0,92   | 6,25   |
| 2014     | Indiana      | 4      | 0      | 3,8    | 50,0  | 0,0    | 0,0  | 1,25    | 0,25    | 0,00   | 0,00   | 1,00   |
| 2016     | Indiana      | 6      | 3      | 8,5    | 30,0  | 0,0    | 0,0  | 2,33    | 0,33    | 0,17   | 0,17   | 1,00   |
| 2017     | Indiana      | 3      | 0      | 3,7    | 0,0   | 0,0    | 0,0  | 0,67    | 0,00    | 0,00   | 0,00   | 0,00   |
| Carrière | Carrière     | 25     | 4      | 12,5   | 52,0  | 0,0    | 58,3 | 3,20    | 0,24    | 0,44   | 0,48   | 3,40   |

## Records sur une rencontre en NBA
Les records personnels de Lavoy Allen en NBA sont les suivants, :
| Type de statistique        | Saison régulière | Saison régulière      | Saison régulière | Playoffs | Playoffs            | Playoffs     |
| Type de statistique        | Record           | Adversaire            | Date             | Record   | Adversaire          | Date         |
| -------------------------- | ---------------- | --------------------- | ---------------- | -------- | ------------------- | ------------ |
| Points                     | 20               | @ Kings de Sacramento | 24 mars 2013     | 12       | 2 fois              | 2 fois       |
| Paniers marqués            | 9                | @ Kings de Sacramento | 24 mars 2013     | 6        | @ Celtics de Boston | 21 mai 2012  |
| Paniers tentés             | 16               | Bobcats de Charlotte  | 9 février 2013   | 10       | Celtics de Boston   | 18 mai 2012  |
| Paniers à 3 points réussis | 1                | 2 fois                | 2 fois           | -        | -                   | -            |
| Paniers à 3 points tentés  | 1                | 15 fois               | 15 fois          | -        | -                   | -            |
| Lancers francs réussis     | 4                | 4 fois                | 4 fois           | 2        | 2 fois              | 2 fois       |
| Lancers francs tentés      | 4                | 18 fois               | 18 fois          | 4        | @ Bulls de Chicago  | 8 mai 2012   |
| Rebonds offensifs          | 11               | Bobcats de Charlotte  | 9 février 2013   | 5        | Celtics de Boston   | 18 mai 2012  |
| Rebonds défensifs          | 11               | Bobcats de Charlotte  | 9 février 2013   | 7        | @ Bulls de Chicago  | 1er mai 2012 |
| Rebonds totaux             | 22               | Bobcats de Charlotte  | 9 février 2013   | 10       | Celtics de Boston   | 18 mai 2012  |
| Passes décisives           | 6                | Bulls de Chicago      | 29 décembre 2014 | 2        | @ Celtics de Boston | 12 mai 2012  |
| Interceptions              | 3                | 3 fois                | 3 fois           | 2        | 2 fois              | 2 fois       |
| Contres                    | 4                | 2 fois                | 2 fois           | 2        | 4 fois              | 4 fois       |
| Balles perdues             | 4                | 2 fois                | 2 fois           | 2        | @ Celtics de Boston | 26 mai 2012  |
| Minutes jouées             | 41               | Bobcats de Charlotte  | 9 février 2013   | 33       | Celtics de Boston   | 18 mai 2012  |

- Double-double : 16
- Triple-double : 0